# Ulrika Fredrika Bremer
Ej att förväxla med författaren Fredrika Bremer (1801–1865).
Ulrika Fredrika Bremer, född Salonius 24 april 1746 i Åbo, död där 1 april 1798, var en finländsk redare och affärsidkare. Efter maken Jacob Bremers död 1785 övertog hon vid 39 års ålder hans stora skeppsrederi och affärsverksamhet i Åbo som hon framgångsrikt drev vidare på 13 år. Hon betraktas som en av de mer betydande inom sin yrkesgrupp i Finland under sin samtid.

## Biografi
Ulrika Fredrika Salonius var dotter till hovrättsassessorn Eric Gustaf Salonius (död 1748) och Hedvig Magdalena Wittfooth (död 1752). Hon gifte sig vid 21 års ålder, den 18 april 1767 med den 35 år äldre nyblivna änklingen Jacob Bremer, som var den störste skeppsredaren och storaffärsmannen i Åbo och redan hade fem barn. Han var även delägare i Åbo sockerfabrik och de bägge tobaksfabrikerna, ett segelmakeri, pappersbruket i Järvenoja, glasbruket i Åvik, Kuppis tegelbruk, sågarna i Koski och Luvia samt i Ostindiska kompaniet, förutom ägare till affärsfastigheter och flera säterier, frälsehemman och rusthåll. 
Vid sin makes död 1785 utnyttjade Ulrika Bremer en änkas rätt att överta makens burspråk, och skötte sedan hans kvarlämnade affärsverksamhet fram till sin död, biträdd av sina äldsta styvsöner Josef Bremer (1743–1814) och Isac Bremer (1741–1774) och sin son Carl Fredric Bremer (1770–1830). En orsak till att hon valde att bedriva verksamheten själv uppges ha varit att hennes son och äldre styvson led av psykiska problem och saknade affärsbegåvning. Josef Bremer gifte sig med Tykö brukens arvtagerska Anna Charlotta Kijk (1750–1800) och ägde Tykö bruk från och med 1794. 
Ulrika Bremer övertog makens andelar i olika affärsverksamheter och var personligen involverade i dem. Hon engagerade sig aktivt i rederiverksamheten: hon fick ta över delägarskapet i sju olika fartyg, och köpte bland annat brigantinen Vigilantia 1792. 
Bremer har beskrivits som Finlands kanske mest betydande affärskvinna under sin samtid. Som person ska hon ha varit målmedveten, och hon beundrades av Henrik Gabriel Porthan, då hon säkerställde handelshuset Bremers ledande ställning under sin tid: i dödsboet efter henne fanns en summa av 14–15 tunnor guld, motsvarande en och en halv miljon silverdaler. Efter hennes död övertogs företaget av hennes son Carl Fredric, som inom några år avvecklade verksamheten: han flyttade 1804 till Sverige. Till familjen hörde till också dottern Agata Bremer (1774–1810), som dog ogift i Stockholm.
Hon var farmor till författaren Fredrika Bremer.